# Dia da Fundação da República (Coreia do Norte)

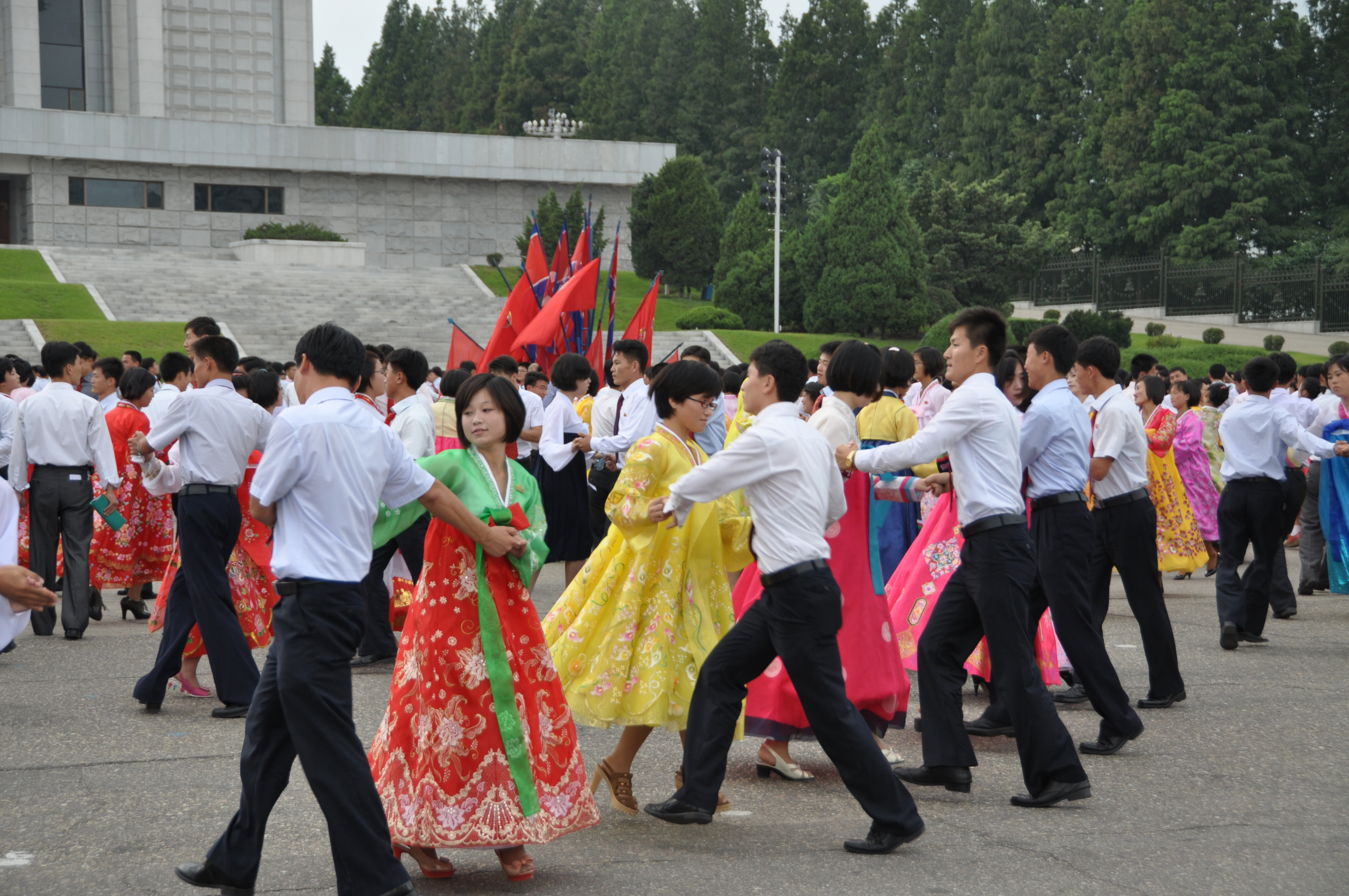
Dança no Dia Nacional

O Dia da Fundação da República (Coreano: 인민 정권 창건 일) é o Dia da República e dia nacional da República Popular Democrática da Coreia, realizada em 9 de setembro. É um dos feriados mais importantes do país, junto com o Dia do Sol (aniversário de Kim Il-sung), Dia da Estrela Brilhante (aniversário de Kim Jong-il) e Festa do Dia da Fundação.

## História
Após a libertação da Coréia em 1945 pelas forças soviéticas e americanas, um regime militar soviético comunista foi estabelecido na parte norte da Coréia. Uma nova Assembleia Popular Suprema foi eleita em agosto de 1948, e em 3 de setembro uma nova constituição foi promulgada. A República Popular Democrática da Coreia foi proclamada em 9 de setembro, com Kim Il-sung como primeiro-ministro.

## Celebrações nacionais
O feriado é comemorado em todo o país. Neste dia, apresentações de arte, exposições, eventos esportivos e reportagens são realizados. Nos anos do jubileu (ex: 60 anos, 65 anos), acontecem desfiles militares na Praça Kim Il-sung com a participação do líder da Coreia do Norte. Também é comum que novas crianças sejam admitidas no Corpo dos Jovens Pioneiros no dia.
Em contraste com outros feriados que são muito politizados, o Dia da Fundação diz respeito a todo o país. Ele também tem uma perspectiva internacional e diplomática. com estrangeiros sendo mais propensos a comparecer do que em alguns outros feriados.
O dia foi celebrado pela primeira vez em 1949. A intensidade das celebrações variou consideravelmente. Emm 1950 foram discretas devido à Guerra da Coreia. Em contraste, 1956 assistiu a celebrações consideráveis após o triunfo de Kim Il-sung em uma crise política doméstica apenas alguns dias antes, chamada de Incidente da Facção de Agosto. Em 1997, o calendário Juche foi adotado em 9 de setembro, tornando-se 9 de setembro, Juche 86.
Em 2018, a Coreia do Norte marcou o 70º aniversário da sua fundação. A presidente do Conselho da Federação Russa, Valentina Matvienko, e o presidente da Mauritânia, Mohamed Ould Abdel Aziz, além de delegações de Cuba, Síria, Líbano, Palestina, República Dominicana, Uganda e África do Sul estiveram presentes durante as celebrações. O presidente chinês, Xi Jinping, deveria comparecer ao desfile durante sua visita de Estado à Coréia do Norte no dia 9 de setembro, mas cancelou sua participação, enviando Li Zhanshu para Pyongyang.